# Stereo Love
«Stereo Love» es el sencillo debut del músico rumano Edward Maya. Es también el primer sencillo del álbum homónimo, que fue lanzado en 2010. La canción utiliza la melodía de la composición Bayatilar del compositor azerbaiyano Eldar Mansurov. Lanzada en julio del 2009 como su sencillo debut, cuenta con las vocales de Vika Jigulina. Pronto se convirtió en un éxito mundial en discotecas y alcanzó el número uno en las listas de ventas de sencillos de Francia, Suiza (Romandie) y Países Bajos.
Se convirtió en una de las canciones del verano de 2010.
Tanto la canción como el video musical fueron incluidas en el recopilatorio NRJ Music Awards 2010.
Un video musical acompañante fue lanzado en YouTube el 6 de julio de 2009. Dirigido por Dragoș Buliga, fue filmado en junio de 2009 en Mykonos, Grecia, y presenta a Maya y Jigulina buscándose en las calles de la isla. Para promocionar aún más la canción, el acordeón es muy característico de la canción que la melodía principal suena a tango (también hay remixes con versión a bandoneón respetando el característico toque rumano de la electrónica), ambos la interpretaron en numerosos eventos, incluida la entrega de premios Los 40 Principales 2010 de España y durante su gira de conciertos por la India y las Américas. Entre otros usos de "Stereo Love", el sello discográfico indio T-Series lanzó "Love Stereo Again" en hindi de Tiger Shroff y Zahrah S. Khan en julio de 2023, que se basa en la canción.

## Lista de canciones
| Descarga digital (Francia) |                                             |          |  |
| N.º                        | Título                                      | Duración |  |
| 1.                         | «Stereo Love» (Original)                    | 4:09     |  |
| 2.                         | «Stereo Love» (Extendida)                   | 5:21     |  |
| 3.                         | «Stereo Love» (Edición radio)               | 3:04     |  |
| 4.                         | «Stereo Love» (Acústica)                    | 4:37     |  |
| 5.                         | «Stereo Love» (Remix de Molella Radio Edit) | 2:52     |  |
| 6.                         | «Stereo Love» (Remix de Molella)            | 5:02     |  |
| 7.                         | «Stereo Love» (Remix de Dabo)               | 5:03     |  |
| 8.                         | «Stereo Love» (Remix de Dabo Radio Edit)    | 3:02     |  |

| Sencillo Digital: The Italian Remixes (Italia) |                                             |          |  |
| N.º                                            | Título                                      | Duración |  |
| 1.                                             | «Stereo Love» (Remix de Molella Radio Edit) | 2:52     |  |
| 2.                                             | «Stereo Love» (Remix de Dabo Radio Edit)    | 3:02     |  |
| 3.                                             | «Stereo Love» (Molella Remix)               | 5:02     |  |
| 4.                                             | «Stereo Love» (Remix de Dabo)               | 5:03     |  |
| 5.                                             | «Stereo Love» (Acústica)                    | 4:37     |  |
| 6.                                             | «Stereo Love» (Original)                    | 4:07     |  |
| 7.                                             | «Stereo Love» (Extendida)                   | 5:21     |  |

| Sencillo CD (Francia) |                                             |          |  |
| N.º                   | Título                                      | Duración |  |
| 1.                    | «Stereo Love» (Radio Edit)                  | 3:04     |  |
| 2.                    | «Stereo Love» (Remix de Molella Radio Edit) | 2:52     |  |
| 3.                    | «Stereo Love» (Remix de Dabo Radio Edit)    | 3:02     |  |
| 4.                    | «Stereo Love» (Video musical)               | 4:07     |  |

| Descarga digital (Puerto Rico y República Dominicana) |                                                          |          |  |
| N.º                                                   | Título                                                   | Duración |  |
| 1.                                                    | «Stereo Love» (Don Omar Remix)                           | 4:10     |  |
| 2.                                                    | «Stereo Love» (Lápiz Conciente (rapero) Dominican Remix) | 4:16     |  |

| Sencillo (Australia) |                                     |          |  |
| N.º                  | Título                              | Duración |  |
| 1.                   | «Stereo Love» (Timmy Trumpet Remix) | 3:16     |  |

## Posición en las listas de éxitos
| América          |                                 |          |
| País             | Lista musical                   | Posición |
| Argentina        | Argentina Top 100               | 1        |
| Brasil           | Brasil Hot 100                  | 7        |
| Chile            | Chile Top 100                   | 5        |
| Canadá           | Canadian Hot 100                | 10       |
| Colombia         | Colombia Top 100                | 16       |
| Estados Unidos   | Billboard Hot 100               | 16       |
| Guatemala        | Top 20 Atmósfera                | 1        |
| México           | México Top 100                  | 49       |
| Panamá           | Top 100                         | 1        |
| Europa           |                                 |          |
| País             | Lista musical                   | Posición |
| Bélgica          | Top 50 Flandes                  | 7        |
| Bélgica          | Top 40 Valonia                  | 2        |
| Bulgaria         | Top 40                          | 16       |
| Dinamarca        | Top 40                          | 2        |
| Estonia          | Top 40                          | 1        |
| España           | Top 50                          | 1        |
| España           | Los 40 principales              | 1        |
| Finlandia        | Top 20                          | 1        |
| Francia          | Top 100                         | 1        |
| Francia          | Top 50 descargas                | 1        |
| Italia           | Top 50                          | 5        |
| Países Bajos     | Top 40                          | 1        |
| Portugal         | Top 50                          | 1        |
| Rumania          | Top 100                         | 2        |
| Rusia            | Airplay Top 100                 | 2        |
| Suecia           | Top 60                          | 1        |
| Suiza            | Top 75                          | 2        |
| Suiza (Romandía) | Les charts de la Suisse romande | 1        |
| Internacional    |                                 |          |
| País             | Lista musical                   | Posición |
| Europa           | European Hot 100                | 4        |

## Sucesiones
| Predecesor: "Ay Haití" de Varios artistas | Top 50 canciones - Sencillo N° 1 9 de mayo de 2010 - 30 de mayo de 2010 | Sucesor: "El run run" de Estopa |

## Historial de lanzamientos
A continuación se enlistan algunas de las fechas de lanzamiento comercial de los respectivos formatos del sencillo en varios países:
| Región         | Fecha                   | Formato          |
| -------------- | ----------------------- | ---------------- |
| Francia        | 19 de octubre de 2009   | Descarga digital |
| Francia        | 16 de noviembre de 2009 | CD               |
| España         | 28 de enero de 2010     | Descarga digital |
| Canadá         | 2 de febrero de 2010    | Descarga digital |
| Estados Unidos | 2 de febrero de 2010    | Descarga digital |
| Reino Unido    | 10 de mayo de 2010      | CD               |
| Unión Europea  | 6 de julio de 2009      | CD               |